# NGC 1630
NGC 1630 (również PGC 15659) – galaktyka soczewkowata (SB0+ pec?), znajdująca się w gwiazdozbiorze Erydanu. Odkrył ją Francis Leavenworth w 1886 roku. Tuż obok niej na niebie widoczna jest galaktyka PGC 862277, jednak prawdopodobnie znajduje się ona dalej i nie są one związane ze sobą fizycznie.